# Rivière Natchiowatchouan
La rivière Natchiowatchouan est un affluent de la rivière Nottaway (via le lac Soscumica), dans la région administrative du Nord-du-Québec, dans la province canadienne de Québec, au Canada. La majeure partie du cours de la rivière coule dans le canton de Millet.
La foresterie constitue la principale activité économique du secteur. Les activités récréotouristiques (surtout la chasse et la pêche) arrivent en second, grâce au plan d’eau navigable du lac Soscumica, incluant les affluents.
Le bassin versant du lac Soscumica est accessible grâce à la route de la Baie James (sens Nord-Sud) passant à 22,8 km à l’Est. Le côté Ouest du lac est desservi par une route d’hiver (sens Nord-Sud). La surface de la rivière est habituellement gelée du début novembre à la mi-mai, toutefois la circulation sécuritaire sur la glace se fait généralement de la mi-novembre à la mi-avril.

## Géographie
Les principaux bassins versants voisins sont :
- côté Nord : lac Soscumica, rivière Nottaway
- côté Est : lac Soscumica, rivière Nottaway
- côté Sud : lac Matagami, rivière Nottaway, rivière Bell
- côté Ouest : rivière des Deux Lacs, lac Montreuil, rivière Kitchigama.

À partir de sa source, la rivière Natchiowatchouan coule sur 29,3 km selon les segments suivants :
- 6,5 km vers le Nord, puis vers le Sud-Ouest, jusqu’à un ruisseau (venant du Sud) ;
- 6,3 km vers le Nord jusqu’à l’embouchure d’un lac que le courant traverse sur 0,9 km vers le Nord-Est ;
- 8,9 km vers le Nord-Est, jusqu’à la limite du canton de Millet ;
- 5,3 km vers le Nord-Est dans le canton de Millet, jusqu’à la limite des cantons ;
- 1,5 km vers le Nord, jusqu’à la décharge d’un lac (venant du Nord-Ouest) ;
- 0,8 km vers le Sud-Est, jusqu’à son embouchure[2].

La rivière Natchiowatchouan se déverse sur la rive Ouest du lac Soscumica. Cette confluence est située à :
- 23,3 km au Sud-Est de l’embouchure du lac Soscumica ;
- 162 km au Sud-Est de l’embouchure de la rivière Nottaway (confluence avec la Baie de Rupert) ;
- 46,4 km au Nord du centre-ville de Matagami ;
- 14,6 km au Nord de l’embouchure du lac Matagami.

## Toponymie
Le toponyme « Natchiowatchouan » a été officialisé le 5 décembre 1968 à la Commission de toponymie du Québec, soit à la création de cette commission